# Liga ASOBAL de 1995–96
A Liga ASOBAL de 1995–96 foi a sexta edição da Liga ASOBAL como primeira divisão do handebol espanhol. Com 16 equipes participantes o campeão foi o FC Barcelona Handbol.